# Sinularia foveolata
Sinularia foveolata är en korallart som beskrevs av Verseveldt 1974. Sinularia foveolata ingår i släktet Sinularia och familjen läderkoraller. Inga underarter finns listade i Catalogue of Life.